# Obelisco de Arles
O Obelisco de Arles (em francês:  Obélisque d'Arles) é um obelisco romano construído originalmente no século IV, erigido no centro da Praça da República (Place de la République), frente à sede municipal da cidade de Arles, no sul de França.
O obelisco é de granito vermelho da Ásia Menor. Não tem nenhuma inscrição. A sua altura com o pedestal é de aproximadamente 20 m. O obelisco foi erigido na época do imperador romano Constantino II no centro do circo romano de Arles. Depois de o circo ter sido abandonado no século VI, o  obelisco caiu e ficou quebrado em duas partes. Foi redescoberto no século XIV e reconstruído em 1676.

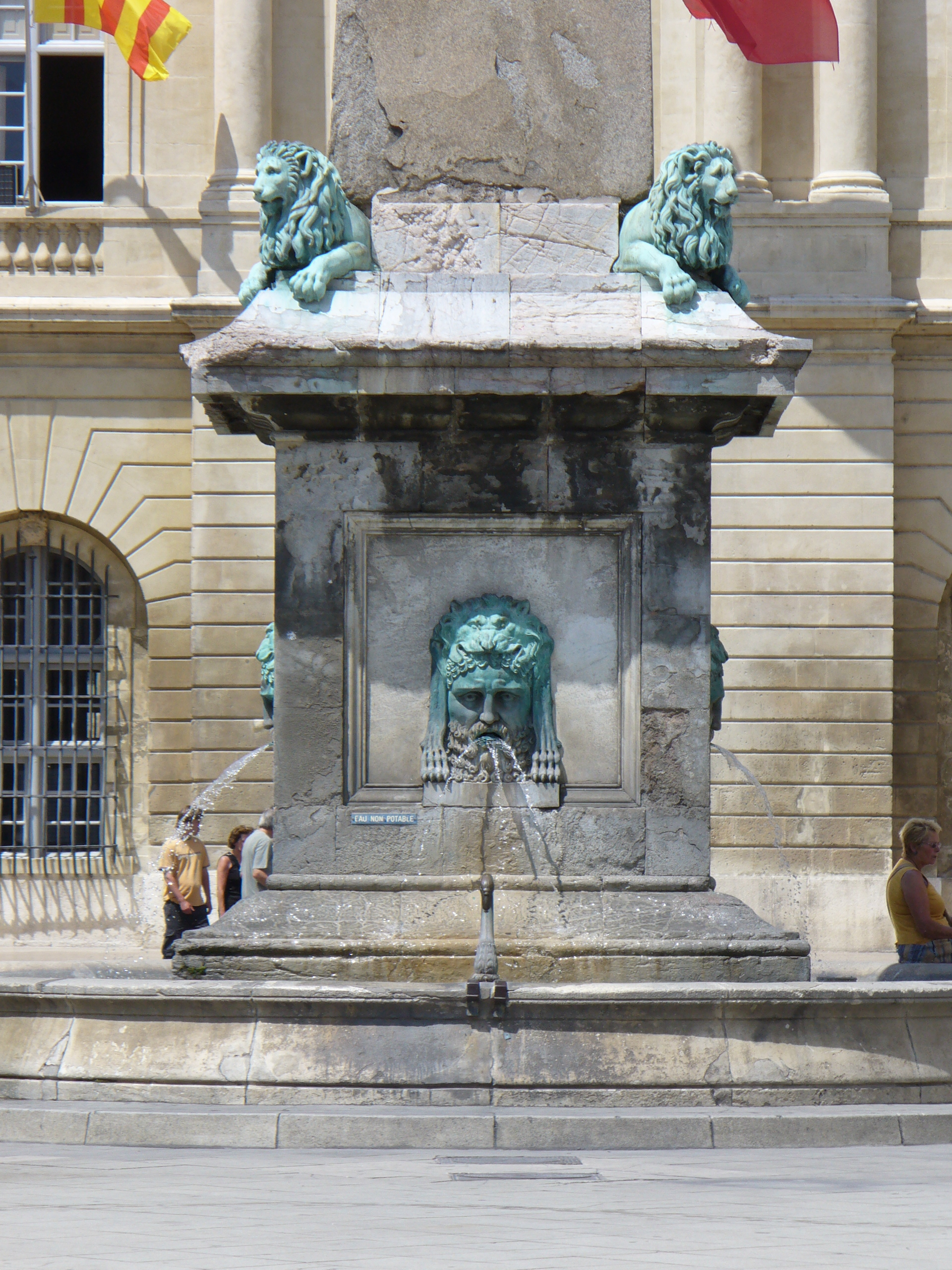
Fonte e esculturas de Antoine Laurent Dantan na base do obelisco.